# Malá Skála
Malá Skála (en allemand : Kleinskal) est une commune du district de Jablonec nad Nisou, dans la région de Liberec, en République tchèque. Sa population s'élevait à 1 201 habitants en 2021.

## Géographie
Malá Skála se trouve dans la vallée de la Jizera, à 5 km à l'ouest de Železný Brod, à 9 km au sud-sud-est de Jablonec nad Nisou, à 17 km au sud-est de Liberec et à 84 km au nord-est de Prague.
La commune est limitée au nord par Dalešice, à l'est par Skuhrov, Železný Brod, Líšný et Koberovy, au sud par Rakousy et à l'ouest par Frýdštejn et Pulečný.

## Histoire
La première mention écrite du village date de 1422.

## Galerie

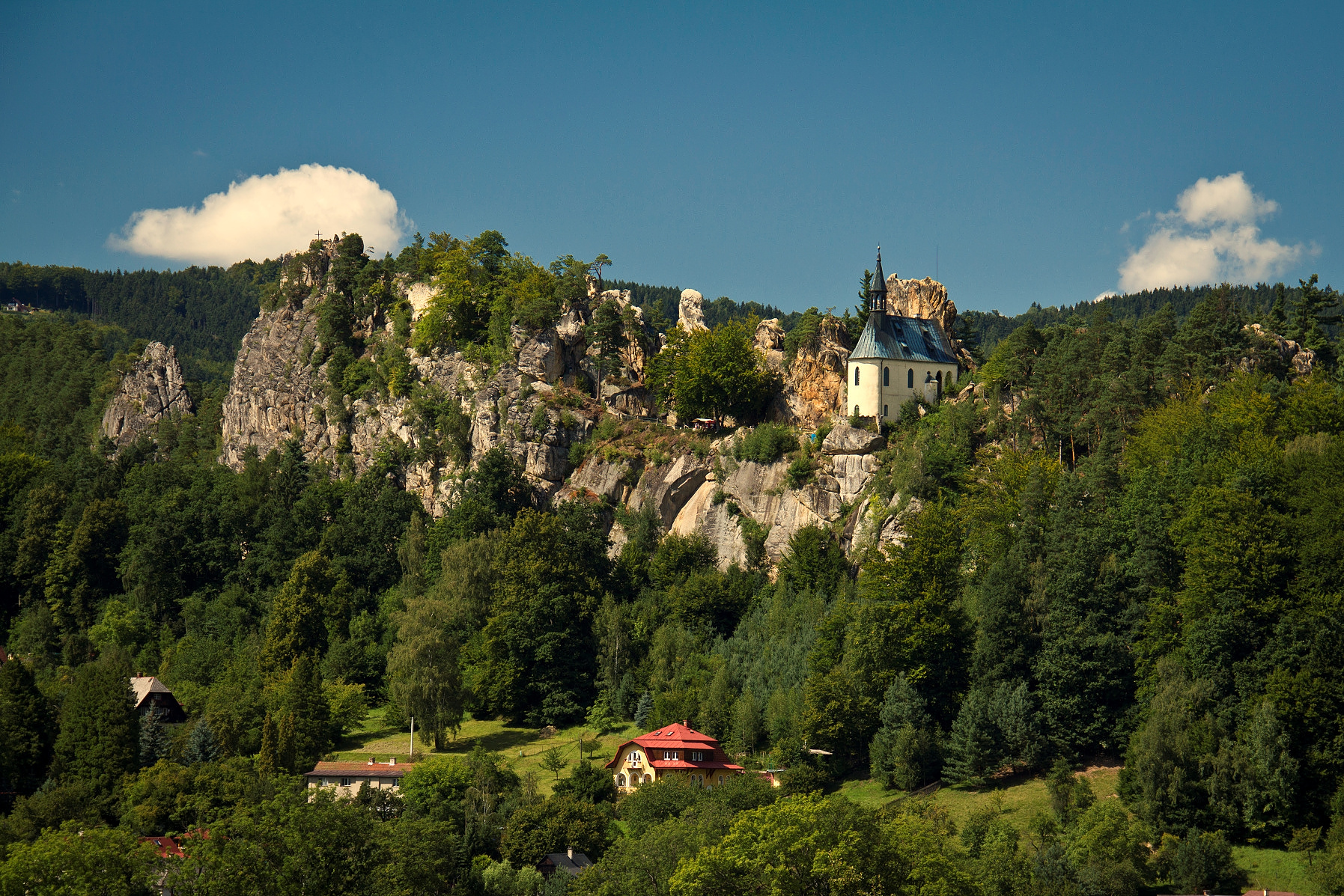
Ruines du château de Vranov à Malá Skála.
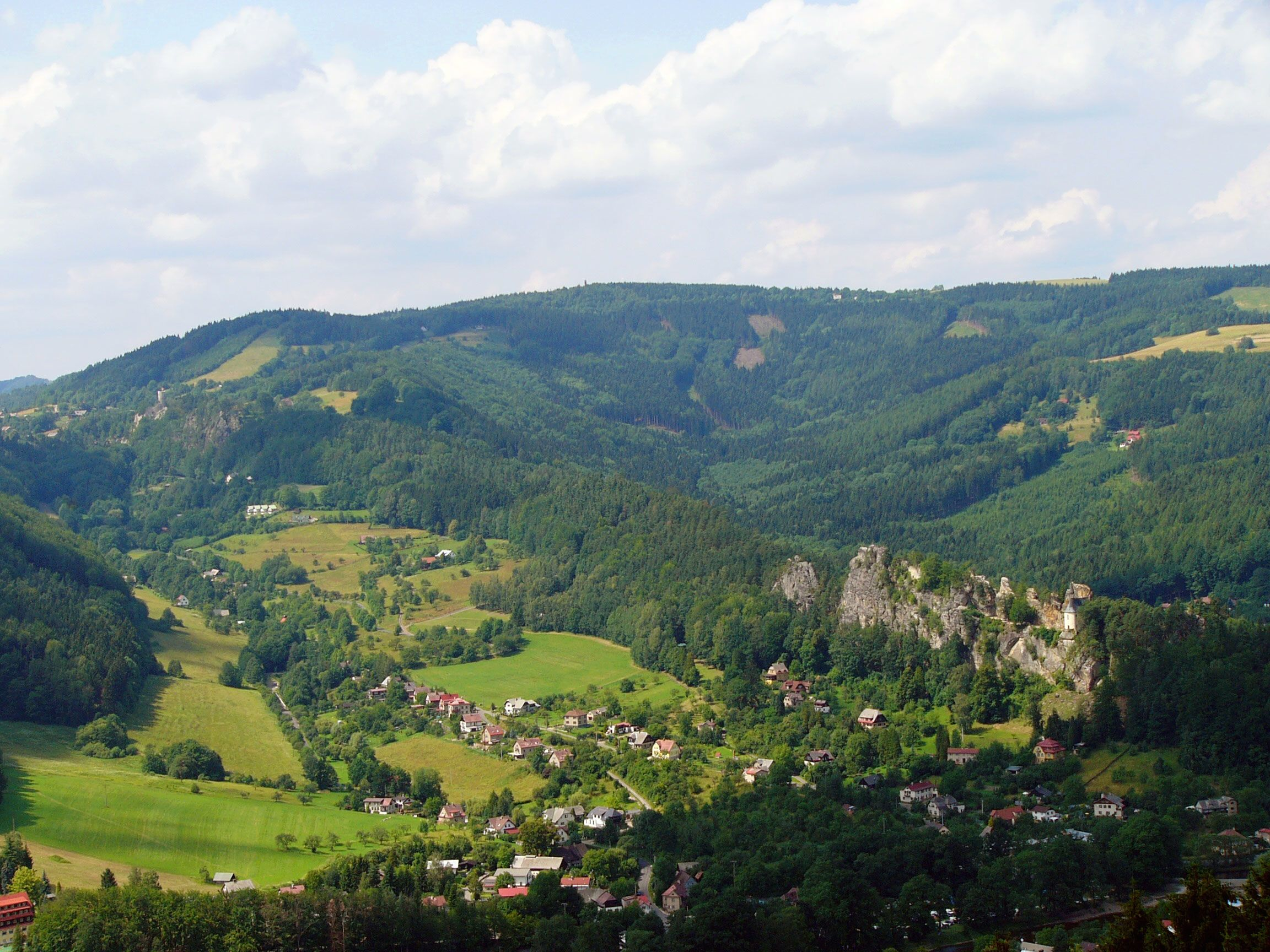
Vue depuis la crête reliant le château de Vranov à Frýdštejn.

## Administration
La commune se compose de quatre quartiers :
- Malá Skála
- Mukařov
- Vranové 1.díl
- Vranové 2.díl

## Transports
Par la route, Malá Skála se trouve à 7 km de Železný Brod, à 13 km de Jablonec nad Nisou, à 24 km de Liberec et à 98 km de Prague.